# Misanthropy Pure
Misanthropy Pure ("Misantropía pura") es el tercer álbum de estudio de la banda de hardcore punk Shai Hulud. Fua lanzado el 26 de mayo del 2008 en Europa, y el 27 de mayo en Estados Unidos. Fue lanzado a través de Metal Blade Records.

## Lista de pistas
1. Venomspreader - 1:45
2. The Creation Ruin - 3:16
3. Misanthropy Pure - 4:28
4. We Who Finish Last - 3:08
5. Chorus of the Dissimilar - 3:34
6. In the Mind and Marrow - 4:47
7. To Bear The Brunt of Many Blades - 3:35
8. Four Earths - 5:10
9. Set Your Body Ablaze - 3:20
10. Be Winged - 2:15
11. Cold Lord Quietus/They Congregate to Mourn/The Persecution of Every Next Breath/Go Forth to Life - 6:35

## Créditos
- Matt Mazzali - Vocalista
- Matt Fox - Guitarra, productor
- Matt Fletcher - Bajo
- Andrew Gormley - Batería
- Greg Thomas - Ingeniero, Coproductor
- Dave Quiggle - Carátula
- Grabado en Silver Bullet Media, CT
- Mezclado por Eric Rachel en Trax East